# يعقوب بن شيبة
يعقوب بن شيبة بن الصلت بن عصفور، أبو يوسف، السدوسي بالولاء، البصري هو أحد كبار علماء الحديث في القرن الثالث الهجري لدى الفرقة المالكية.

## مؤلفاته
- المسند الكبير، وقد طبع الطبيب سامي إبراهيم حداد قطعة منه تحتوي على بعضٍ من مسند عمر بن الخطاب عن مخطوطة في مكتبته.